# Noemí López Trujillo
Noemí López Trujillo (Bilbao, 1988) es una periodista y feminista española especializada en temática social. En 2017, recibió el Premio de Periodismo Joven sobre Violencia de Género que otorga el Instituto de la Juventud de España (Injuve), por sus reportajes sobre la violencia contra la mujer publicados en El Español.

## Trayectoria
López se licenció en Periodismo en la Universidad Carlos III de Madrid (UC3M) en 2012 y cursó, ese último año de carrera, el Máster de Periodismo del Diario ABC en la Universidad Complutense de Madrid (UCM). Desde que terminó su formación, ha trabajado en redacciones de distintos medios como ABC, 20 Minutos y El Español (hasta septiembre de 2017), y es colaboradora de eldiario.es, La Marea y El País. Además de su trabajo de redactora, ha publicado reportajes en medios como El Confidencial, Jot Down y El País Semanal. Desde julio de 2019, escribe reportajes de temática social con perspectiva de género en la productora Newtral, fundada por la periodista Ana Pastor.
En paralelo al periodismo escrito, López también ha trabajado en la radio dirigiendo su propia sección en el programa Un alto en el camino de Onda Cero, en 2018, y en La ventana de la Cadena SER, en 2019. Ha puesto voz a los podcasts de 'Pienso, luego actúo', una serie de reportajes de temática social producidos por la empresa de telecomunicaciones Yoigo. En 2017, López realizó un documental sonoro sobre el asesinato machista de Ana Orantes, ocurrido en 1997, para Podium Podcast de Prisa Radio, al que tituló 'Lo conocí en un Corpus'. Esta serie de cuatro episodios ha sido referida por el periódico estadounidense The New York Times en la sección Overlooked, donde se recuerda a personas cuyas muertes no fueron tomadas en cuenta cuando se produjeron.
López ha publicado también dos libros de temática social. El primero, Volveremos. Memoria oral de los que se fueron durante la crisis (2016), junto a la, también periodista, Estefanía S. Vasconcellos (Salamanca, 1988), y donde se aborda la situación de inestabilidad y temores de miles de españoles que se vieron obligados a emigrar a causa de la crisis económica en España. Y el segundo, El vientre vacío (2019), donde López presenta la frustración de una serie de mujeres ante la maternidad, al verse obligadas a renunciar a ella o retrasarla como consecuencia de múltiples factores contemporáneos, como la precarización laboral. Esta obra tiene mucha relación con la novela de Silvia Nanclares Quién quiere ser madre (2017), donde se narra la decisión de tener un hijo después de haber cumplido 40 años.

## Reconocimientos
En noviembre de 2017, López obtuvo el Premio Periodismo Joven sobre Violencia de Género que otorga anualmente el Instituto de la Juventud de España (Injuve), en la modalidad de Periodismo Digital por su trabajo y metodología en la serie de reportajes de La vida de las víctimas que fueron publicados entre enero y septiembre de ese mismo año en el periódico El Español.

## Obra
- 2019 – El vientre vacío. Capitán Swing. ISBN 978-84-120645-7-5.
- 2016 – Volveremos. Memoria oral de los que se fueron durante la crisis. Libros del K.O. ISBN 9788416001620.